# Лозуватка (Звенигородський район)
Лозува́тка — село в Україні, у складі Звенигородського району Шполянської міської ОТГ Черкаської області.
Станом на 2024 рік у селі мешкає 932 осіб.
У даний час в селі діють сільська рада, СТОВ «Першотравневе», СПОП «Лан», сімейний лікар, школа, дитячий садок, будинок культури, шкільна та сільська бібліотеки.

## Історія
Село було засноване 1649 року на Чорному або Битому шляху. За переказами засновано село на річечці тієї ж назви, що брала свій початок з підземного озера по той бік Битого шляху.
За одним з припущень названо село Лозуватка від того, що в долині росло багато верб і кущів лоз. Друга версія — що першим поселився козак Лоза.
Але як би не було село виникло. Достовірно відомо, що першими поселенцями були три брати — чумаки Черненки і джура козацького війська Гегельський. Їх нащадки і нині проживають в селі, а рід Гегельських і зараз по вуличному кличуть Джурами.
У другій половині 18 століття Лозуватка входила до Брацлавського воєводства Речі Посполитої і володів нею шляхтич Ксаверій Любомирський, а після другого поділу Речі Посполитої відійшла до Російської імперії і дісталась князю Потьомкіну в 1793 році.
В середині 19 століття Лозуватка спочатку належала жорстокій і свавільній поміщиці княгині Лопухіній, що жила в Дар'ївці, а потім перейшла у власність князя Григорія Голіцина, який приїхав з Росії і привіз у своєму обозі одинадцять сімей майстрових кріпаків, нібито виміняних ним за мисливських собак у російського поміщика. Їх нащадки живуть в селі і зараз — Житкови, Скворцови, Молодцови, Голякови. Поселив він їх край села, вони утворили нову вулицю, яку люди довгий час називали Росією.
Поштовим трактом через Шполу, Лозуватку, Княжу і Звенигородку їхав в 1822 році з Кам'янки в Кишинів О. С. Пушкін. Влітку 1824 року через Лозуватку проїздив у чумацькій валці з батькам десятирічний Т. Г. Шевченко.
1868 році в селі була відкрита церковно-приходська школа. У 1885 році в Лозуватці почали будувати паровий крохмальний завод, що мав виробляти крохмаль з кукурудзи, але він так і не став працювати, а в 1904 році з Польщі було завезено устаткування і колишній крохмальний завод було переобладнано під паровий млин, що діяв до 80-х років XX століття і виробляв високоякісне борошно.
В 1900 році в селі було збудовано новий будинок церковно-приходської школи, у якому вчителювали Гива Турган і Софрон Скрипник. Цей будинок зберігся до наших днів і зараз переобладнаний на церкву.
Тяжкою була доля селян і не раз вони організовували бунти проти сваволі поміщиків. Тишко Лелека і Варфоломій Скрипник, а під час революції 1905—1907 років в селі діяв підпільний революційний гурток до якого входило 30 чоловік, серед них вчитель Софрон Скрипник, Андріян Шабатин, Соловей Попович, Андрій Лелека, брати Марко і Платон Бойки, Михайло Сич, Юхим Гегельський, Яким Ковбаса.
В роки І світової війни понад 50 лозуватчан загинули на фронтах війни (пішло на фронт близько 200 чоловік).
У 1920 році в приміщені школи було відкрито хату-читальню і бібліотеку на 1000 книг. В 1924 році в школі було встановлено перший в селі радіоприймач, а 1926 році — кіноапарат.
У 1922 році 7 бідняцьких господарств об'єднались у сільськогосподарську артіль «Зірка», яку очолив Антін Рейдало. У 1928 році в селі було тридцять товариств спільного обробітку землі. Артіль «Зірка» одержала в премію трактор «Фордзон», перший тракторист Олександр Самойлович Попович. У 1930 році після колективізації було утворено великий колгосп, що носив ім'я Сталіна. Потім колгосп став ім. 1 Травня. 1938 року колгосп села за високі показники у сільськогосподарському виробництві був нагороджений орденом Трудового Червоного Прапора. За видатні успіхи у веденні сільськогосподарського виробництва в 1939 році колгосп було нагороджено орденом Трудового Червоного Прапора.
Цього ж 1939 року в Лозуватці було відкрито одну з перших в Україні музично-вокальну студію, до якої було прийнято 108 дітей і 115 дорослих. Успіхи студії були вражаючі, бо уже 15 травня 1941 року у великому залі Київської ордена Леніна консерваторії ім. Чайковського відбувся великий показовий концерт учнів Лозуватської студії. В ньому взяли участь 136 учнів і педагогів, серед них педагог студії, молодий композитор Яків Цегляр, який присвятив селу і його жителям кілька пісень. До кінця життя він підтримував зв'язки з лозуватчанами і вони з ним, подарував на пам'ять піаніно.

### Репресії у селі
Як повідомляє сайт http://proslovo.com/timeline [Архівовано 22 січня 2018 у Wayback Machine.], "У липні 1937 в селі Лозуватці заарештовано 32 чоловіки й одну жінку. Виявляється, карателі НКВС, звинувативши у створенні «націоналістичної організації» що існувала в с. Лозоватка Шполянського району, заарештували письменника, уродженця села Онуфрія Тургана у Харкові, через чотири дні після розстрілу більшості земляків, й етапували до Черкас. Його було розстріляно на околиці Черкас уночі 15 січня 1938 року.

### Друга світова війна
Чорні хмари нависли над нашою Батьківщиною, почалась Німецько-радянська війна. Уже 22 червня 12 юнаків з Лозуватки першими в районі пішли до райвійськкомату з проханням відправити їх добровольцями на фронт. Всього в роки війни на фронтах воювало понад 400 лозуватчан, 234 з них не повернулось. У нацистську неволю було вивезено 250 юнаків і дівчат.

## Населення

### Мова
Розподіл населення за рідною мовою за даними перепису 2001 року:
| Мова       | Кількість | Відсоток |
| ---------- | --------- | -------- |
| українська | 1228      | 97.77%   |
| російська  | 15        | 1.19%    |
| вірменська | 12        | 0.96%    |
| болгарська | 1         | 0.08%    |
| Усього     | 1256      | 100%     |

## Лозуватський дендропарк

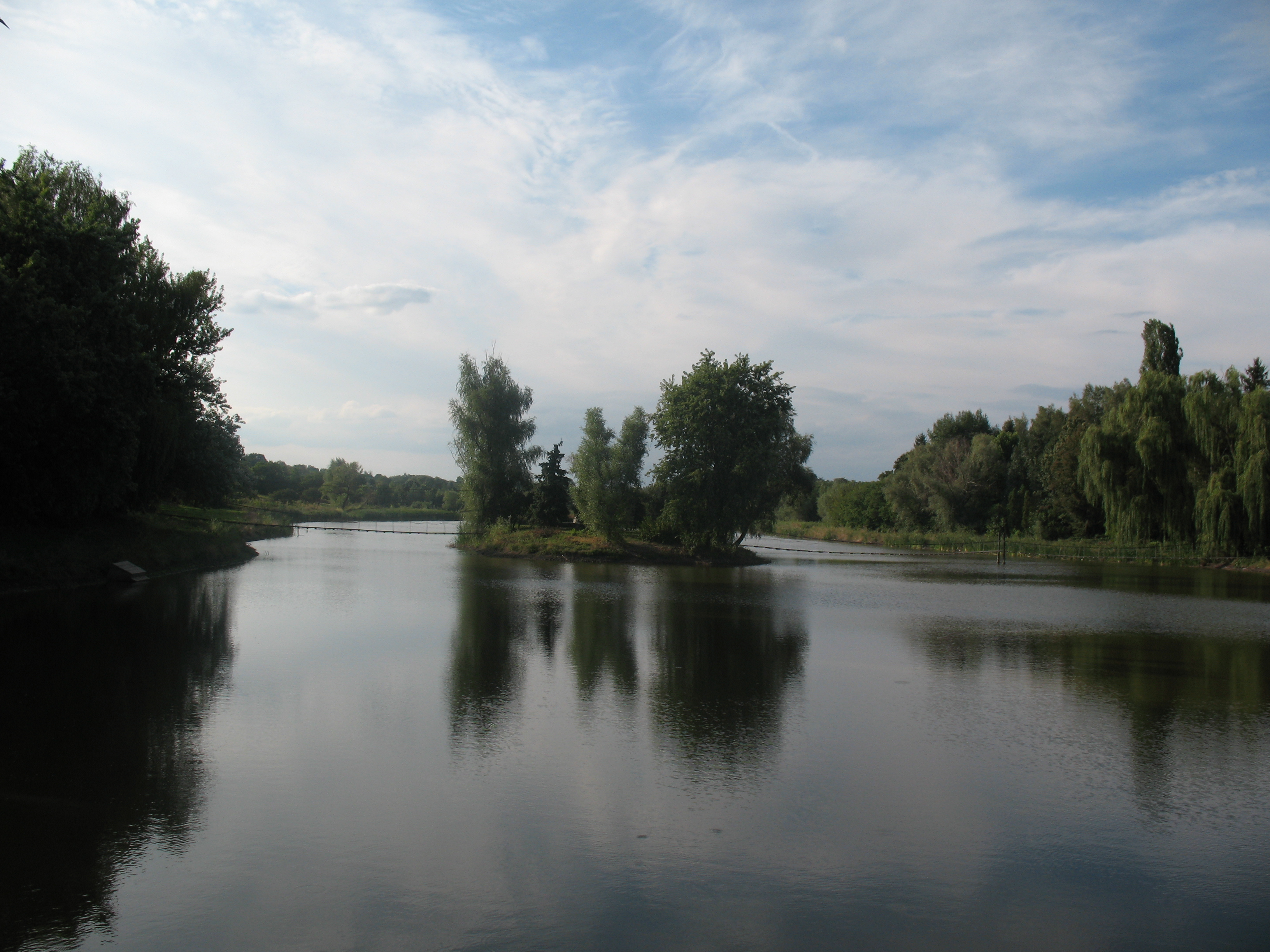
Лозуватський парк, Шполянський район, с. Лозуватка

Лозуватський дендропарк створений в 1969—1970 роках за проектом Івана Гегельського (1918—1997), кандидата біологічних наук, уродженця села Лозуватка. Вчений за своє життя спроектував 57 парків, а один з проектів подарував односельчанам. Створено дендропарк на кошти місцевого колгоспу. В цій пам'ятці садово-паркового мистецтва росте 264 видів дерев, у тому числі 60 видів дуба. Серед рідкісних експонатів — реліктове гінкго дволопатеве, тюльпанове дерево, півонія деревовидна, тис далекосхідний. 

## Відомі люди
В селі народився Бендюженко Степан Федорович — український поет Степан Бен.

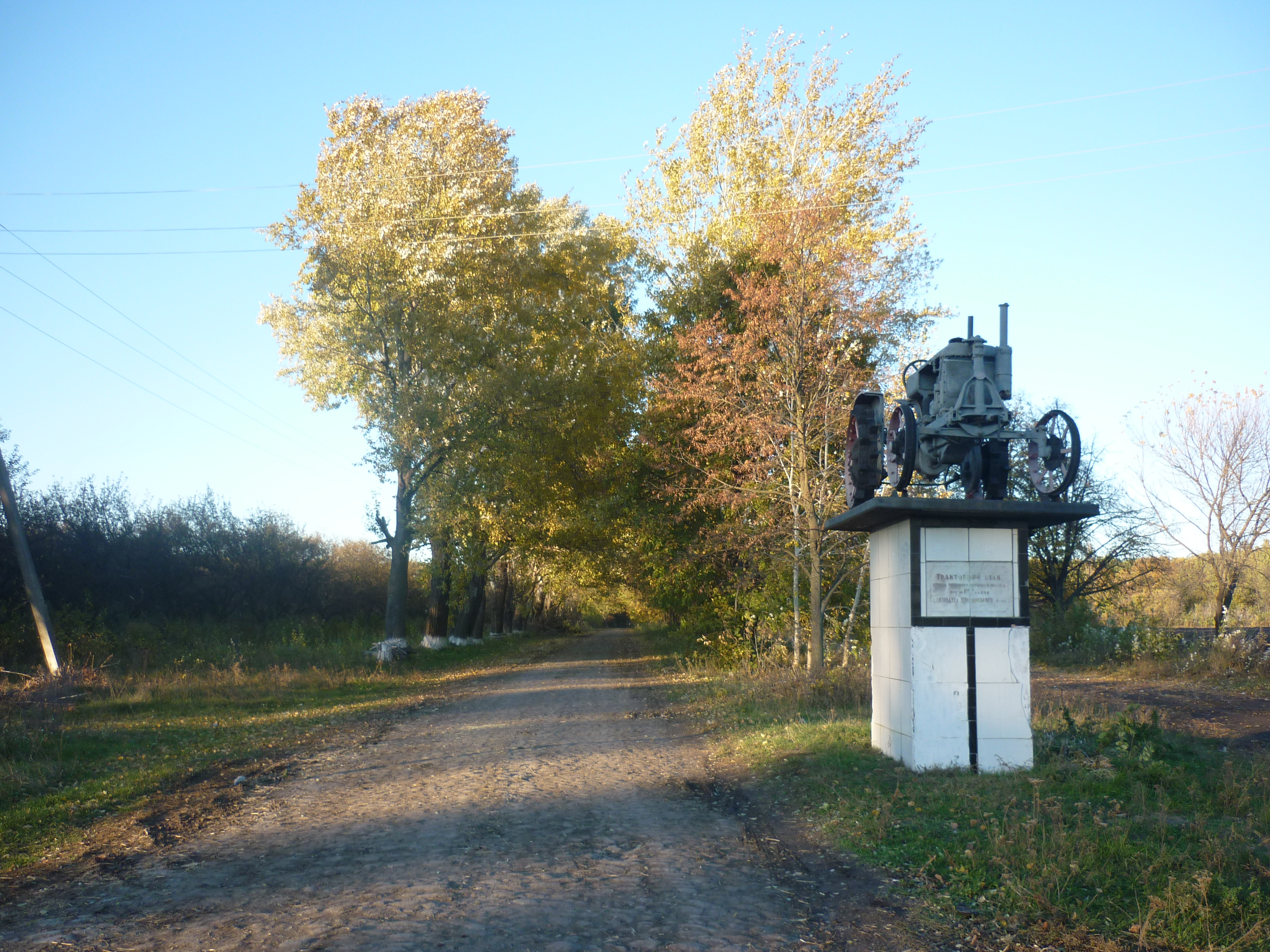
Тракторний стан
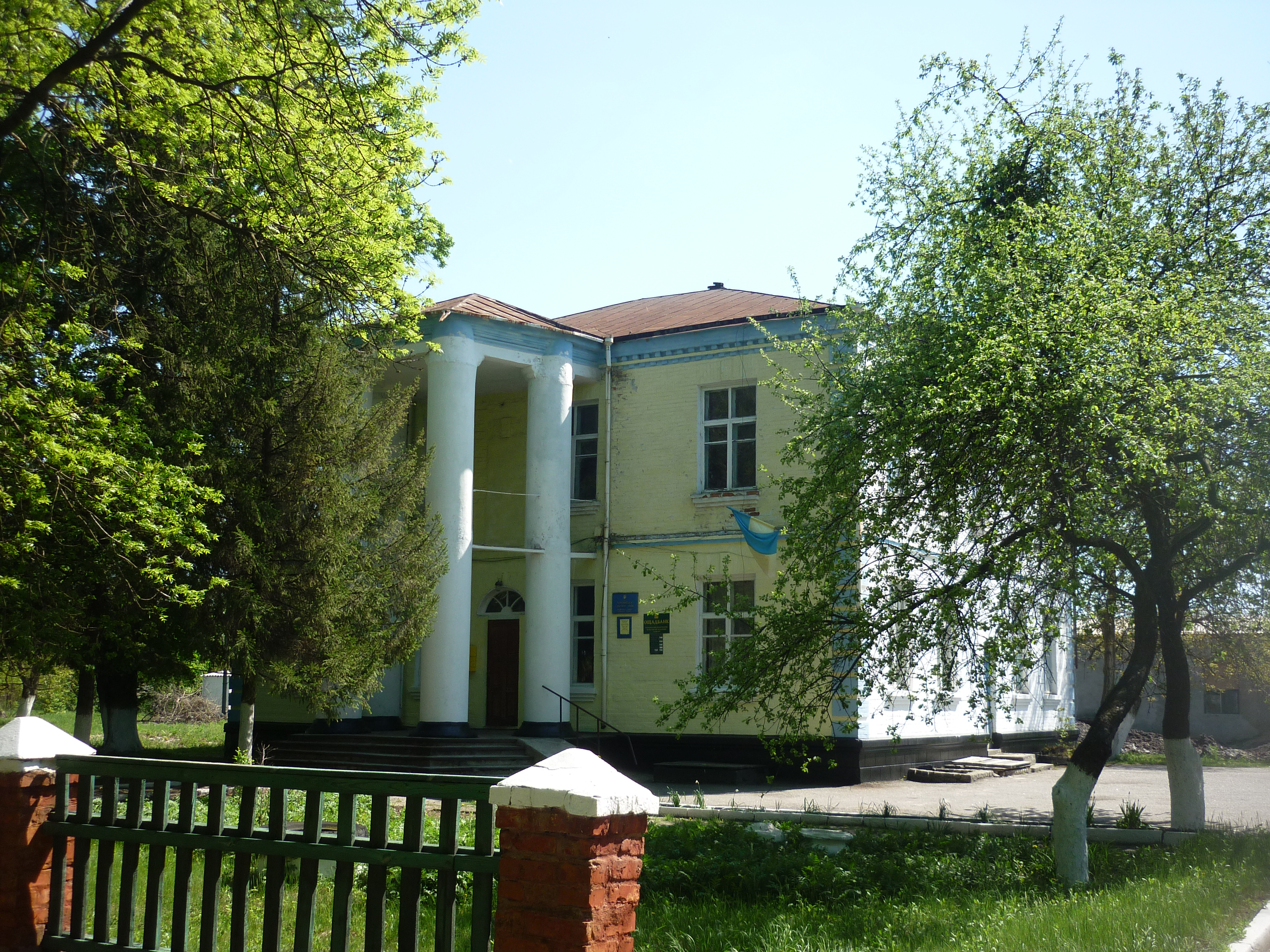
Будинок пошти та сільської ради
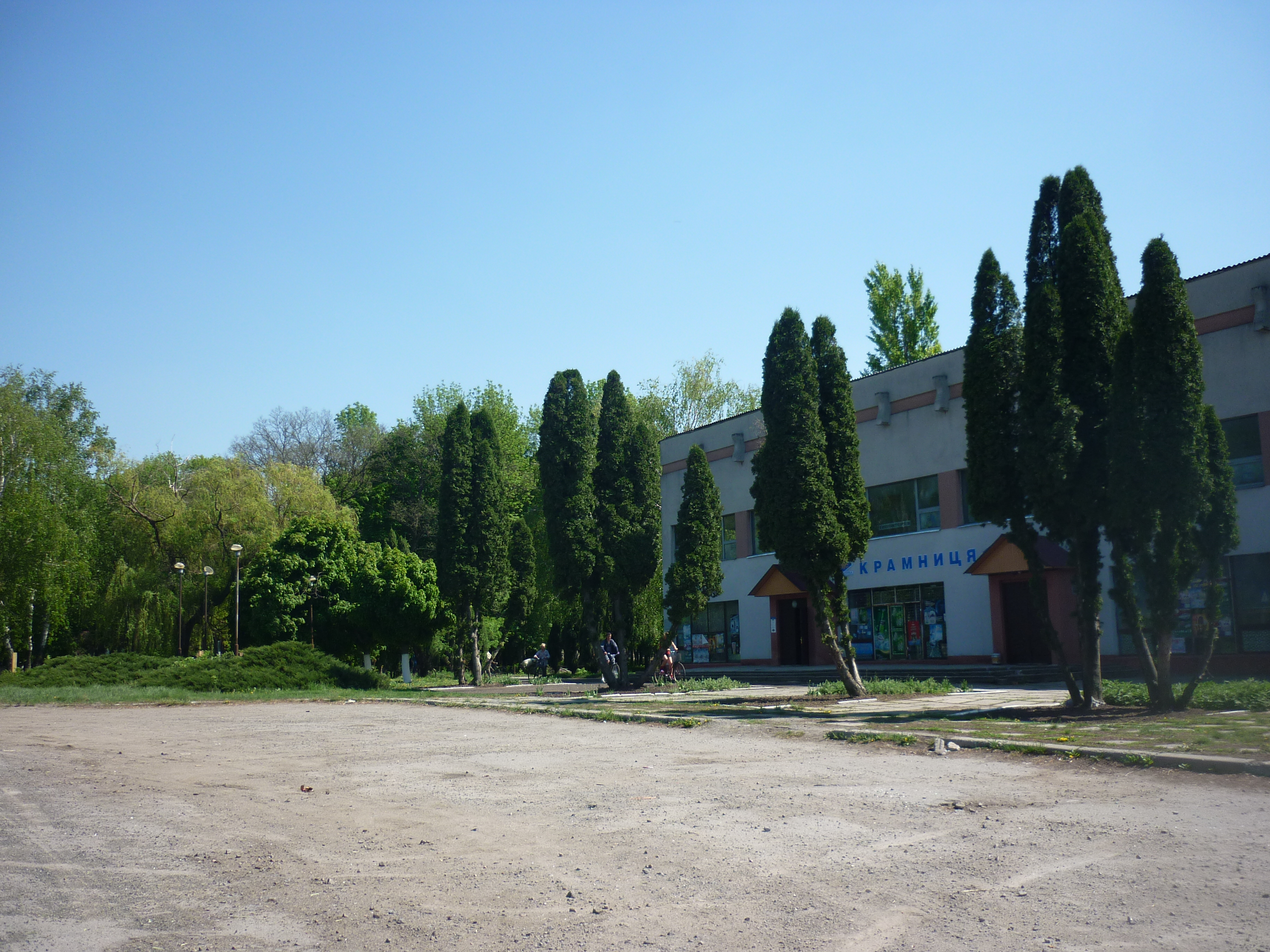
Торговий центр